# Оболенский, Николай Дмитриевич
Князь Николай Дмитриевич Оболенский (24 ноября 1860 — 23 декабря 1912) — русский военный деятель, флигель-адъютант (1890) генерал-майор Свиты (1904). По свидетельству современников, в том числе С. Ю. Витте, один из ближайших к царской семье людей. Одновременно с ним генерал-майорами Свиты были князья Александр Николаевич (1872—1924) и Владимир Николаевич (1865—1927) Оболенские.

## Биография

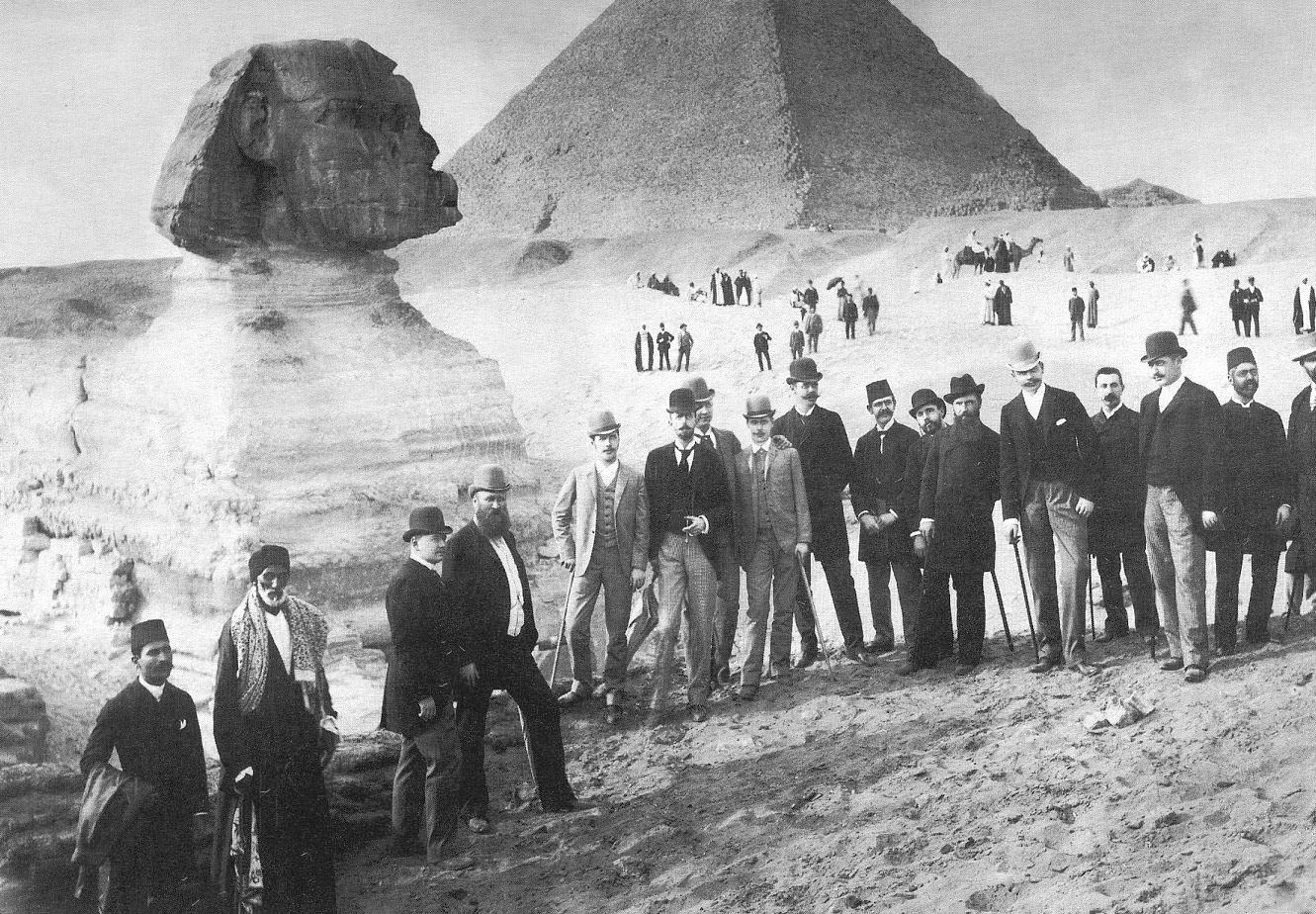
Цесаревич Николай Александрович (будущий император Николай II) и его спутники около египетского Сфинкса. Третий слева — князь Н. Д. Оболенский. Гиза, 1890 год

Родился в 1860 году. Происходил из княжеского рода Оболенских. Сын сенатора Дмитрия Александровича Оболенского (1822–1881). Учился в Пажеском корпусе, из которого в 1880 году был выпущен корнетом в Лейб-гвардии Конный полк. После десяти лет службы в полку, был назначен флигель-адъютантом к императору Александру III, который, в отличие от отца и сына, крайне скупо раздавал придворные звания. Будучи флигель-адъютантом, продолжал числиться по Лейб-гвардии Конному полку. Сопровождал будущего императора Николая II во время путешествия по Востоку (1890—91), чем завоевал его доверие.
В дальнейшем нередко выполнял важные поручения нового императора: так, в 1902 году руководил раздачей пособий пострадавшим от землетрясения жителям города Шемахи Бакинской губернии (совр. Азербайджан). В 1903 году аналогичным образом раздавал пособия пострадавшим от наводнения жителям Царства Польского. Служил финансовым контролёром министерства императорского двора, а затем (в 1904—1909 годах) — исполняющим должность управляющего Кабинетом Е.И.В.. После 1909 года состоял при вдовствующей императрице Марии Фёдоровне. 
Князь Оболенский отличался личной честностью, в связи с чем ему часто поручался контроль над расходованием крупных сумм и финансовыми вопросами. Он был одинаково близок как к Александру III и императрице Марии Фёдоровне, так и к Николаю II и императрице Александре. 
Помимо нескольких российских орденов и пяти медалей, был награждён двадцать одним иностранным орденом. 
Был холост и бездетен.
Скончался в 1912 году.